# Lion de bronze
Le Lion de bronze (en néerlandais : Bronzen Leeuw) est une haute décoration royale néerlandaise destinée aux militaires qui ont fait preuve d'une extrême bravoure et motivation dans une bataille en faveur des Pays-Bas; dans certains cas spéciaux, la décoration peut être décernée à des civils néerlandais ou à des ressortissants étrangers.

## Histoire
La décoration est créée par arrêté royal du 30 mars 1944 et a été jusqu'en 2012 décernée 1 210 fois. Les propositions d'attribution sont revues par la Commission des récompenses pour actes de bravoure (Commissie Dapperheidsonderscheiding) du ministère de la Défense et les décorations sont décernées par arrêté royal. Le Lion de bronze suit l'ordre de la Maison d'Orange dans l'ordre de préséance mais est la seconde plus haute décoration militaire qui peut être décernée pour bravoure après l'ordre militaire de Guillaume.

## Insigne
L'insigne est une croix en bronze couverte d'un bouclier rond sur lequel est gravé un lion néerlandais couronné. La croix est attachée à un ruban de 37 mm de large divisé en neuf lignes verticales alternant l'orange et le bleu Nassau, les deux lignes extérieurs étant bleues. Il est possible pour une personne de recevoir plusieurs fois la décoration, dans ce cas, un chiffre 2 doré est ajouté au ruban.

## Dernières attributions
Le 31 mai 2006, la reine Béatrix des Pays-Bas décerne à titre posthume le Lion de bronze au major-général polonais Stanisław Sosabowski commandant la 1re brigade indépendante de parachutistes polonaise pour son action durant l'opération Market Garden en 1944.
Le 7 octobre 2009, deux soldats néerlandais se voient décerner la médaille : le commando Björn Peterse (à titre posthume) et le capitaine Gijs Gardener pour leurs actions en Afghanistan.

## Divers
L'arrêté royal n° 22 décerne le Lion de bronze aux 2e et 3e régiment de chasseurs parachutistes de l'armée française. La décoration est épinglée aux drapeaux desdits régiments.

## Source
- (en) Cet article est partiellement ou en totalité issu de l’article de Wikipédia en anglais intitulé « Bronze Lion » (voir la liste des auteurs).